# ميدوري-كو
ميدوري-كو (باليابانية: 緑区) هو حي في اليابان، يقع في ناغويا، بلغ عدد سكانه 244,480 نسمة وذلك حسب إحصائيات سنة 2017، تبلغ مساحته 37.84 كيلومتر مربع.